# Торкнися Зена
Торкнися Зена (англ. A Touch of Zen) - тайванський фільм з Баї Їнг у головній ролі.
У фільмі також знявся Джекі Чан.

## Сюжет
Правління Династії Мінь Високопоставлений урядовець розкриває змову проти імператора, очолювану впливовим євнухом Вій, який щоб уникнути викриття вбиває чиновника і усю його сім'ю. Тільки дочка з двома друзями, один з яких генерал, зуміла втекти і продовжити боротьбу. Фільм починається з показу павука, що плете сітку на тлі величної природи: засніжені гори, зелені ліси, обрамлені прекрасними водоспадами. Павутина у фільмі стає символом. Павук, пряде шар за шаром, розкидає мережу. І далі у фільмі ми побачимо, як молодий учений Ку, що допомагає бунтівникам, винаходивши план захисту, наслідує природу, стаючи павуком, що пряде мережу і розставляє пастку, в яку попадуться люди євнуха. Але це буде пізніше. А починається він як історія про примари. У будинку ученого Ку поселяється незнайомка (Хсу Фенг), дочка убитого чиновника, яку він спочатку приймає за примара. Коли, в усьому розібравшись і попутно закохавшись в неї, він починає допомагати бунтівникам, фільм переходить до політичної інтриги, щоб врешті-решт "доторкнутися до Дзен". На перший план виходить буддистська складова фільму, щоб вибухнути у вражаючому фіналі. "Дотик Дзен" йде цілих три години, але він коштує згаяного часу. Остання битва триває понад 20 хвилин, і, хоча у фільмі багато бойових сцен (чого тільки варта вишукано зроблена сцена в бамбуковому гаї), ця запам'ятовується надовго. Головнокомандувач армії євнух Вій і два його особистих охоронця (у одному з яких можна впізнати зовсім молодого Саме Хунга) нападають на слід ученого Ку, міс Янг і генерала Шах. Але в битві майстерності євнуха вони протиставити нічого не можуть. І тоді до них на допомогу приходить головний чернець (Рой Чіяо) монастиря, де вони до цього ховалися. У бою його перемогти неможливо, і Вей програє.

## В ролях
- Баї Їнг — генерал Шіх Вен-чіяо
- Біллі Чан — боєць
- Чанг Пінг-Ю — боєць
- Рой Чхіяо — Хуї Юань
- Хан Хсуе — лікар Лу Менг
- Хан їнг-Чен — НХсу
- Джекі Чан — роль другого плану